# Felix Bartl
Felix Bartl (* 22. Juni 1910 in Brunndöbra; † 1987) war ein deutscher Maler und Lithograf.

## Leben und Wirken
Bartl war der Sohn eines Maurers, der im Ersten Weltkrieg fiel. Mit 14 Jahren nahm er nach dem Schulbesuch eine Lehre beim Graphischen Betrieb in Brunndöbra auf. Durch seinen Stiefvater wurde er Staatsbürger der Tschechoslowakei und in dieser Zeit von einem akademischen Maler in Silberbach bei Graslitz gefördert. Es folgte die Aufnahme eines Studiums an der Kunstakademie in Prag, das er aus Kostengründen nicht abschloss. 
In der Zeit des Nationalsozialismus war Bartl Mitglied der Reichskammer der bildenden Künste. Nach Ausbruch des Zweiten Weltkrieges wurde er zur Wehrmacht einberufen. 1945 wurde er aus der Kriegsgefangenschaft entlassen. Nachdem er der SED beigetreten war, erhielt er eine Stelle als Kunsterzieher in Wendgräben und wurde 1948 Fachlehrer an der Fachschule für angewandte Kunst in Magdeburg, an der er bis zur Schulschließung 1963 arbeitete.
Bartl schuf zunächst Karikaturen und italienische Landschaften in Form von Pinsel-Zeichnungen. Nach 1945 entstanden Genrebilder und Grafikzyklen, in denen er die Entwicklung in der DDR thematisierte.

## Werke (Auswahl)
- Selbstbildnis, Bleistift, 1930
- Alter Bagger auf der Moldau in Morgennebel, Bleistift, 1932
- Schreiber, Zeichnung, Ausstellung 1937 auf der Große Deutschen Kunst-Ausstellung
- Schlucht bei Stalingrad, Tusche und Aquarell, 1942
- Hexentanz, Lithografie, Ausstellung 1947 im Stadt- und Bergbaumuseum Freiberg[1]
- Arbeit, Linolschnitt- und Lithografie-Zyklus, ab 1957

## Ausstellungen (Auswahl)
- 1937: Große Deutsche Kunst-Ausstellung, München
- 1943: Soldat und Künstler, Dresden
- 1947: 2. Ausstellung erzgebirgischer Künstler, Stadt- und Bergbaumuseum Freiberg
- 1953–1961: Kulturhistorisches Museum Magdeburg (u. a. Arbeiterfestspiele der DDR)
- 1958: Großbetrieb E. Weinert, Magdeburg (Einzelausstellung zusammen mit Rudolf Hübner)
- 2022: Felix Bartl „Heldentum und Trauer des boehmisch-bayrischen Waldes“, Forum Gestaltung, Magdeburg